# تنیس روی میز در المپیک تابستانی ۱۹۹۲
تنیس روی میز در بازی‌های المپیک تابستانی ۱۹۹۲ نام رویداد ورزش تنیس روی میز در بازی‌های المپیک تابستانی بود که در سال ۱۹۹۲ برگزار شد. این مسابقات از چهار بخش تشکیل شده بود که از ۲۸ ژوئیه تا ۶ اوت برگزار شد.

## نتایج
| رویداد        | طلا                             | نقره                                | برنز                                                                           |
| انفرادی مردان | یان اووه والدنر · سوئد          | ژان-فیلیپ گاتین · فرانسه            | کیم تیک-سو · کره جنوبیما ونگ · چین                                             |
| دونفره مردان  | لو لین · و وانگ تائو · چین      | اشتفن فتزنر · و یورگ روسکوف · آلمان | کانگ هی-چان · و لی چول-سونگ · کره جنوبیکیم تیک-سو · و یو نام-کیو · کره جنوبی   |
| انفرادی زنان  | دنگ یاپینگ · چین                | چیائو هونگ · چین                    | ری پون-هوی · کره شمالیهیون جونگ-هوا · کره جنوبی                                |
| دونفره زنان   | دنگ یاپینگ · و چیائو هونگ · چین | چن زیهه · و گائو جون · چین          | ری پون-هوی · و یو سون-بوک · کره شمالیهیون جونگ-هوا · و هونگ چا-اوک · کره جنوبی |

## جدول مدال‌ها
| رتبه | کشور      | طلا | نقره | برنز | مجموع |
| ۱    | چین       | ۳   | ۲    | ۱    | ۶     |
| ۲    | سوئد      | ۱   | ۰    | ۰    | ۱     |
| ۳    | فرانسه    | ۰   | ۱    | ۰    | ۱     |
| ۳    | آلمان     | ۰   | ۱    | ۰    | ۱     |
| ۵    | کره جنوبی | ۰   | ۰    | ۵    | ۵     |
| ۶    | کره شمالی | ۰   | ۰    | ۲    | ۲     |